# Erythropitta celebensis
Az Erythropitta celebensis a madarak osztályának verébalakúak (Passeriformes) rendjébe és a pittafélék (Pittidae) családjába tartozó faj.

## Rendszerezése
A fajt Salomon Müller és Hermann Schlegel írták le 1845-ben, a Pitta nembe Pitta celebensis  néven. Egyes szervezetek a vöröshasú pitta (Erythropitta erythrogaster) alfajaként sorolják be Erythropitta erythrogaster celebensis néven.

## Előfordulása
Indonéziához tartozó Celebesz szigetén és a környéken lévő kisebb szigeteken honos. Természetes élőhelyei a szubtrópusi és trópusi síkvidéki és hegyi esőerdők, cserjések, folyók és patakok környékén, valamint ültetvények és másodlagos erdők. Állandó nem vonuló faj.

## Megjelenése
Testhossza 16-18 centiméter.

## Természetvédelmi helyzete
Az elterjedési területe nagyon nagy, egyedszáma viszont csökken, de még nem éri el a kritikus szintet. A Természetvédelmi Világszövetség Vörös listáján nem fenyegetett fajként szerepel.